# Château de Verteuil

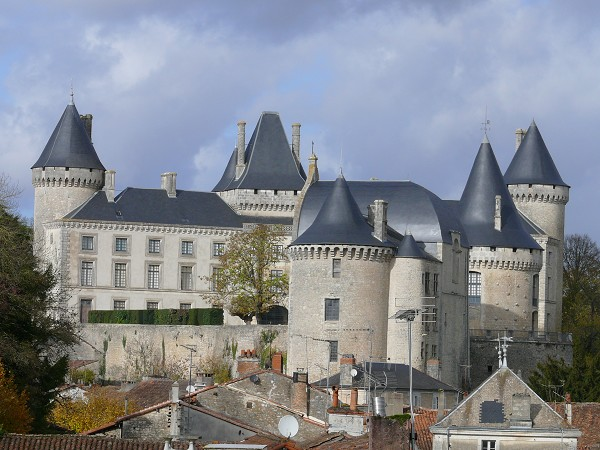
Vista geral do Château de Verteuil.

O Château de Verteuil é um palácio francês localizado em Verteuil-sur-Charente, ocupando um lugar estratégico no vale da Carântono. É um dos mais notáveis edifícios daquele departamento, tanto pelas recordações históricas que lhe estão ligadas como pelas riquezas artísticas que encerra.
O palácio está classifcado como Monumento Histórico desde Março de 1966 e os subterrâneos estão igualmente classificados.

## História

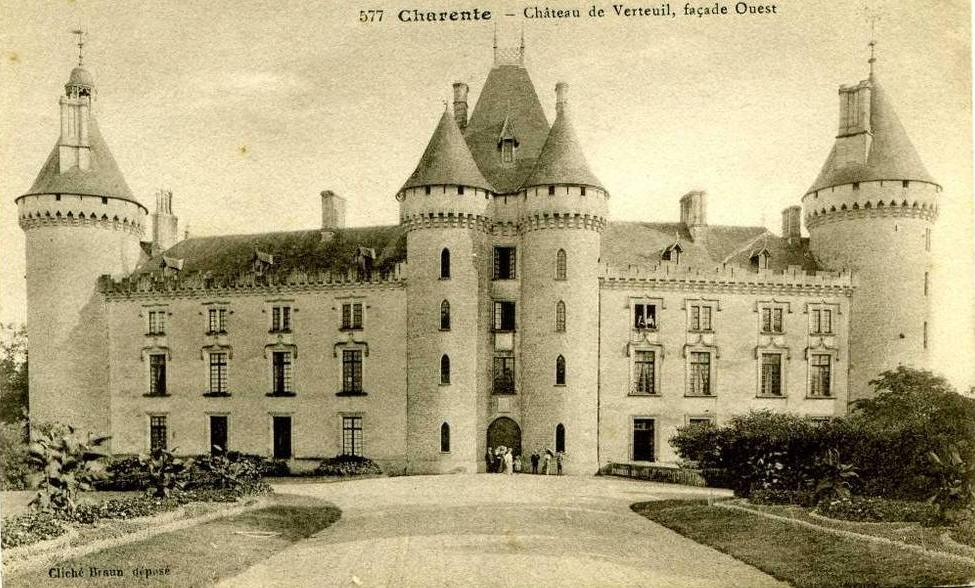
Aspecto da entrada do Château de Verteuil no início do século XX.

Em 1080, o Château de Verteuil, que já pertencia à família La Rochefoucauld, foi cercado por Bernard, Conde de la Marche.
Em 1235 é citado um primeiro cerco por Vougrain II, Conde de Angoulême.
O rei Filipe VI esteve no castelo em 1332.
Pelo Tratado de Brétigny, assinado em 1360, o castelo foi entregue aos ingleses, que só puderam entrar na sua posse um ano mais tarde. Foi retomado em 1385 pelo Duque de Bourbon, depois dum cerco que o danificou, após o que foi tomado e retomado, até que por fim foi em parte "demolido e abatido" segundo os textos da época.
Em 1446, Guillaume de La Rochefoucauld obteve do rei o direito de reconstruir uma defesa: uma muralha e duas torres de defesa.
O palácio actual data do século XV; se dermos crédito a Quénot, terá sido construído em 1459, em substituição do castelo feudal edificado no século XI e desmantelado em 1442 por ordem do rei Carlos VII, como consequência da Praguerie. 
A castelania de Verteuil foi elevada a baronia no século XV; estendia-se, então, por dezasseis paróquias e compreendia sessenta e dois feudos no seu movimento.
O palácio, mobilado e habitado, residência propriedade familiar da família de La Rochefoucauld, pertence a Anne de Amodio, que foi co-fundadora, cerca de 1960, da associação de defesa do património "Vieilles Maisons Françaises" ("Velhas Casas Francesas").
O nome desta muito antiga família aristocrática vem, a partir do século X, dum célebre sítio castrejo do Angoumois na posse do actual duque.

## Arquitectura
No meio dum parque organizado no século XIX, o palácio, que domina o Rio Carântono, apresenta uma fortificação de planta triangular:
- a entrada faz-se pelo centro do lado pequeno por uma porta cavaleira flanqueada por duas torres redondas, em frente dum pavilhão que faz a junção dos dois corpos de edifícios, com dois pisos, que formam um ligeiro ângulo obtuso;
- o lado direito do pátio comporta um alto muro;
- o lado esquerdo está construído com duas torres redondas e uma pequena capela.

Todos os tectos são em ardósia; apresentam forma cónica para as torres, de duas-águas para os edifícios, piramidal para o pavilhão de entrada e em abóbada para a capela.
Um dos cartões postais do interior do palácio, datado do início do século XX, mostra, penduradas na parede do "Salão do Unicórnio", as célebres tapeçarias chamadas "de La Dame à la Licorne", obra-prima da arte têxtil medieval, que foram vendidas a um grande coleccionador americano (talvez John Pierpont Morgan), e estão conservadas no "Cloysters Museum" de Nova Iorque.